# PGC 214040
LEDA/PGC 214040 (NGC 4807A) ist eine Elliptische Galaxie vom Hubble-Typ E5 im Sternbild Coma Berenices am Nordsternhimmel. Sie ist schätzungsweise 314 Millionen Lichtjahre von der Milchstraße entfernt und hat einen Durchmesser von etwa 45.000 Lichtjahren. Gemeinsam mit NGC 4807 bildet sie das Galaxienpaar Holm 488 und ist Mitglied des Coma-Galaxienhaufens Abell 1656.

Im selben Himmelsareal befinden sich u. a. die Galaxien NGC 4797, NGC 4807, NGC 4816, IC 3900.
Das Objekt wurde am 23. April 1865 von Heinrich Louis d’Arrest entdeckt.